# Światowy Zlot Harcerstwa Polskiego „Zegrze ’95”
Światowy Zlot Harcerstwa Polskiego „Zegrze ’95” – zlot harcerski, zorganizowany przez Związek Harcerstwa Polskiego w dniach 3–15 sierpnia 1995 na terenie poligonu wojskowego w Zegrzu koło Warszawy, z okazji 85. rocznicy powstania harcerstwa oraz 60. rocznicy Jubileuszowego Zlotu ZHP w Spale. Zlot odbył się pod hasłem Łączy nas Polska. W zlocie wzięło udział 6 tys. harcerzy z kraju i zagranicy. 
W inauguracji zlotu uczestniczył prezydent Rzeczypospolitej Polskiej Lech Wałęsa – protektor Związku Harcerstwa Polskiego.
Komendantem zlotu był hm. Jacek Smura.